# Funny Face
Funny Face (en Argentina, La cenicienta en París; en España, Una cara con ángel; en Venezuela, Amo París) es una película estadounidense de 1957, dirigida por Stanley Donen. Protagonizada por Audrey Hepburn, Fred Astaire, Kay Thompson y Michel Auclair en los papeles principales.
Aunque está basada en el musical de Broadway del mismo nombre, de George Gershwin e Ira Gershwin, de 1927, la trama es completamente diferente y sólo cuatro de las canciones del musical original están incluidas. 
Galardonada con una Mención especial del National Board of Review 1957: Por las innovaciones fotográficas.

## Sinopsis
Un fotógrafo de una importante y conocida revista de moda busca una modelo que se salga de lo habitual. La casualidad lo lleva a una librería de una zona de "La Gran manzana" donde, inesperadamente, descubre a Jo, una joven y tímida dependienta que reúne todas las cualidades que buscaba. Decide, entonces, convertirla en la modelo Americana en París.
Ella es intelectual y existencialista; él, frío, materialista y superficial. Pero ella con su rostro angelical y su forma diferente de ver el mundo logra cambiar el corazón del fotógrafo neoyorquino.

## Reparto
- Audrey Hepburn - Jo Stockton
- Fred Astaire - Dick Avery
- Kay Thompson - Maggie Prescott
- Michel Auclair - Profesor Emile Flostre
- Robert Flemyng - Paul Duval
- Virginia Gibson - Babs
- Suzy Parker - Bailarina
- Sue England - Laura
- Sunny Harnett - Bailarina
- Ruta Lee - Lettie
- Jean del Val - Estilista
- Alex Gerry - Dovitch
- Iphigenie Castiglioni - Armande
- Genevieve Aumont - Actriz francesa